# Isoleucas
Isoleucas là một chi thực vật có hoa trong họ Hoa môi (Lamiaceae).

## Loài
Chi Isoleucas gồm các loài: